# إيستمان
إيستمان (بالإنجليزية: Eastman, Georgia)‏ هي مدينة تقع في مقاطعة دوج بولاية جورجيا في الولايات المتحدة. تبلغ مساحة هذه المدينة 13.2 (كم²)، وترتفع عن سطح البحر 119 م، بلغ عدد سكانها 13541 نسمة في عام 2010 حسب إحصاء مكتب تعداد الولايات المتحدة.

## أعلام
- مارثا هدسون
- ديفيد بيكوك

## وصلات خارجية
- - Cities & Counties - Georgia.gov